# Јован II Косача
Јован II Косача (итал. Giovanni Cosazza, р. око 1552. - у. око 1602) је био титуларни херцег од светог Саве (лат. Dux Sancti Sabbae) из српске великашке породице Косача, а такође и млетачки племић. Као син Влатка III Косаче (у. 1591) и унук Јована I Косаче (у. 1537), који је био члан млетачког Великог већа и Већа десеторице, Јован II је наследио разна права која су припадала његовој породици, укључујући и право на почасни херцешки наслов и приходе које је Дубровачка република исплаћивала припадницима породице Косача на име Конавоског дохотка. О угледу који су Косаче уживале сведочи и интервенција папе Клeментa VIII (1592-1605) у Јованову корист, поводом извесних спорова који су 1598. године настали са млетачким властима. Породичне повеље и привилегије, са два златна печата, изричито се помињу у Јовановој опоруци, коју је саставио 1598. године. Пошто је желео да има своје примерке породичних повеља, Јованов млађи брат Алфонсо је 1591. године затражио и добио потврду племићке дипломе, коју му је издао млетачки дужд Пасквале Чикоња (1585-1595). Јован се 1577. године оженио Елизабетом Ђорђи, а њихов син и наследник Влатко IV Косача, који је умро око 1642. године, био је последњи мушки припадник венецијанског огранка породице Косача.
Први родослов породице Косача, који је објављен 1621. године у делу "Genealogia diversarum principum familiarum mundi incipiendo ab Adamo", садржао је и основне податке о венецијанском огранку, укључујући и помен Јована II Косаче, а исти родослов је касније преузео и објавио француски историчар Шарл Дифрен (у. 1688).